# Pompeo Pozzi
Pompeo Pozzi, né le 23 janvier 1817 à Milan dans le royaume de Lombardie-Vénétie et mort le 23 octobre 1888 dans la même ville, est un peintre paysagiste et un photographe italien, actif à Milan.

## Biographie
Pompeo Scipione Fernandino Pozzi naît le 23 janvier 1817 à Milan. Il est le fils de Luigi Valeriano Pozzi, né en 1778 à Milan où il exerce comme imprimeur, libraire et graveur au no  1770 de la Contrada Clerici à partir de 1808 ; en 1816, il est recensé parmi les imprimeurs de Milan comme « Venditore delle da lui stampe incise » [vendeur des estampes qu'il grave] ; il peint également.

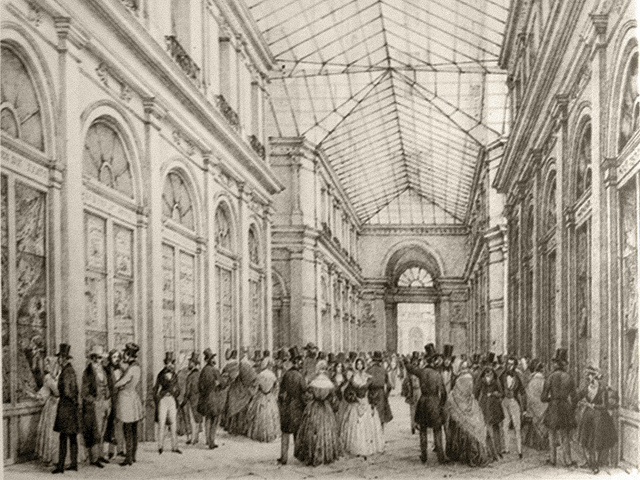
La Galleria De Cristoforis où était installé l'atelier photographique de Pozzi.

Pompeo étudie à l'Académie des beaux-arts de Brera ; il commence à peindre à partir de 1846, principalement des paysages alpins et des vues des lacs de Lugano ou de Côme,. En 1847, son père décède et Pompeo lui succède à la direction de l'imprimerie-librairie, tout en continuant à peindre ; il fait partie de la Società degli Artisti di Milano. 
Il s'intéresse à la photographie à partir de 1850, se lie avec le photographe milanais Luigi Sacchi (it) dont il vend dans sa librairie le livre de photographies Monumenti, vedute e costume d'Italia publié de 1852 à 1855,. 
Pompeo Pozzi devient photographe professionnel ; il installe en 1857 son atelier dans la Galleria De Cristoforis (it) ; il y exerce également une activité de marchand d'art. En 1859, Luigi Sacchi fait éditer et diffuser sa revue L'Artista dans l'atelier de Pozzi ; Giacinto Longoni dans son Milano illustrato. Album en 1860 indique que « la boutique de M. Pozzi propose les plus belles et les plus précieuses gravures anglaises, y compris des vues utilisant la nouvelle méthode de photographie inventée par le peintre Sacchi, et de bonnes copies de Raphaël ». 
Pozzi se spécialise dans la photographie d'architecture et d'œuvres d'art. Il reçoit des commandes de la ville de Milan pour photographier les bâtiments construits par les services techniques de la ville, ainsi que de la Veneranda Fabbrica del Duomo, l'organisme chargé de la construction et de l'entretien de la cathédrale de Milan pour photographier les travaux de la cathédrale. 
Pompeo Pozzi meurt le 23 octobre 1888 à l'hôpital San Giuseppe de Milan.

## Collections
- Bibliothèque nationale de France, Paris[11],[10].
- École nationale supérieure des beaux-arts, Paris[10].

## Exposition collective
- 10 novembre 2004 - 6 mars 2005 : Vu d'Italie 1841-1941 : la photographie italienne dans les collections du Musée Alinari, Pavillon des arts, Paris.

## Galerie

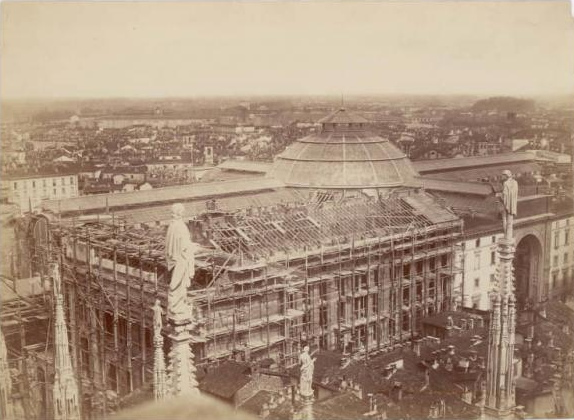
Construction de la Galleria Vittorio Emanuele II à Milan, photographie prise entre 1870 et 1873.
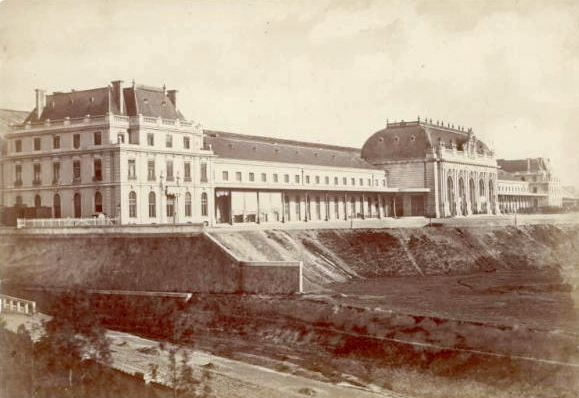
Gare centrale de Milan, photographie, 1884.
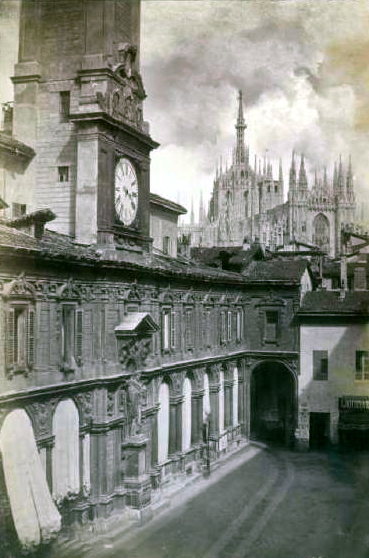
Palazzo dei Giureconsulti à Milan, avec le Passaggio Santa Margherita (détruit en 1865) qui conduit à la piazza del Duomo, photographie, vers 1860.
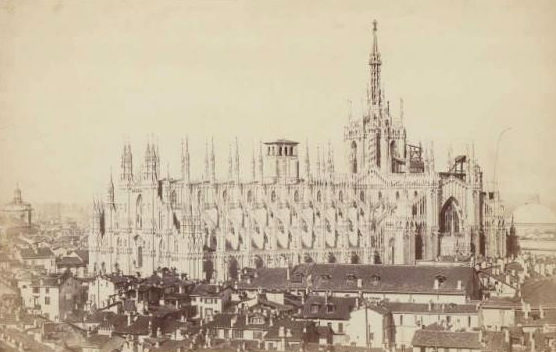
La cathédrale de Milan, photographie prise avant 1866, date de la démolition du campanile central.
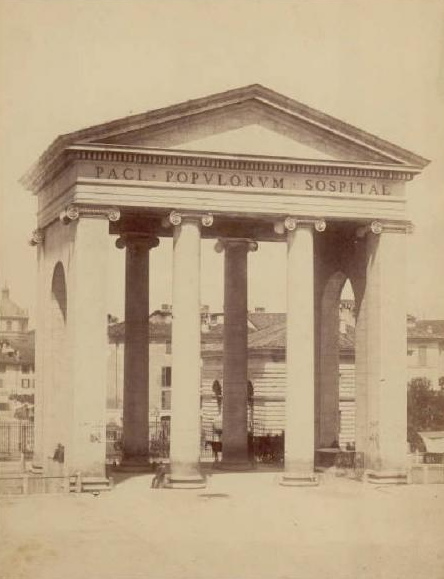
La Porta Ticinese (en) néoclassique construite à Milan par Luigi Cagnola, photographie, vers 1870.
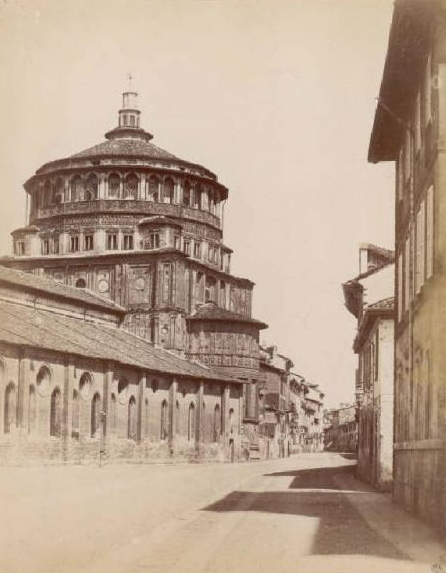
Église Santa Maria delle Grazie, Milan, photographie, vers 1860.
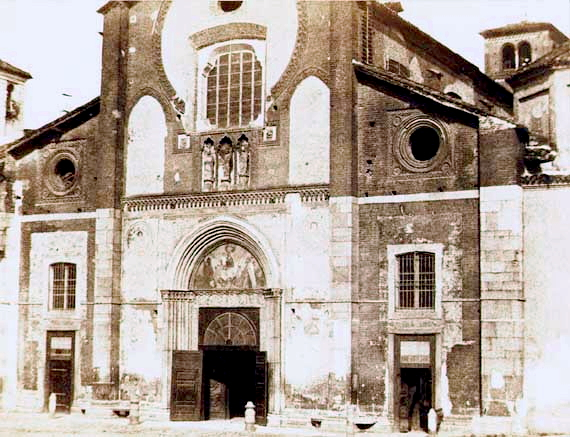
Église San Marco, Milan, photographie, vers 1860.